# Чемпионат Европы по фигурному катанию

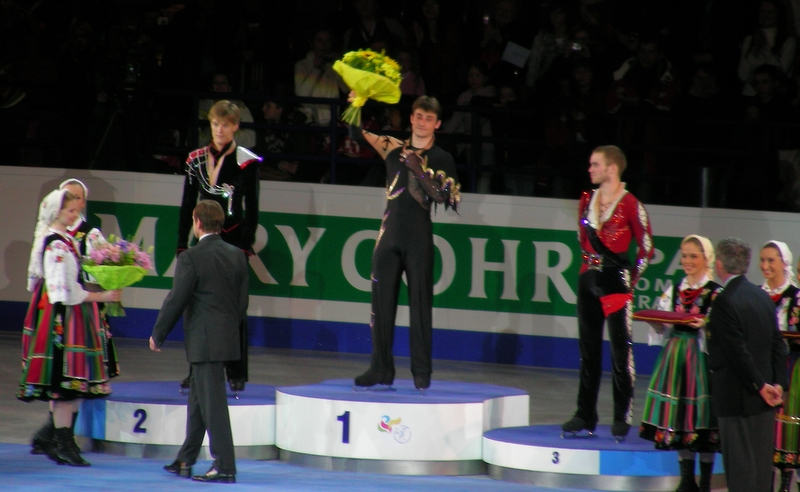
Награждение мужчин на чемпионате Европы в 2007 году

Чемпиона́т Евро́пы по фигу́рному ката́нию — ежегодное соревнование по фигурному катанию.
Проводится под эгидой Международного союза конькобежцев (ИСУ), и является старейшим из четырёх ежегодных соревнований, которые проводит Союз (остальные — чемпионат мира, чемпионат четырёх континентов и чемпионат мира среди юниоров).
Спортсмены соревнуются в категориях мужское одиночное катание, женское одиночное фигурное катание, парное катание и спортивные танцы на льду. Как правило, соревнование проводится в январе.

## История
На первом чемпионате в Гамбурге в 1891 году было представлено только мужское одиночное катание. Категории женского одиночного и парного катания появились в программе в Вене в 1930 году. Категория спортивных танцев была включена в программу чемпионата впервые в Больцано в 1954 году.

## Квалификации

Государства-члены ИСУ, имеющие федерации фигурного катания на коньках.
Европейские государства — могут направлять спортсменов на чемпионаты Европы
Неевропейские государства — могут направлять спортсменов на чемпионаты четырёх континентов

Любая европейская страна, федерация которой состоит в ИСУ, по умолчанию имеет право выставить на чемпионат по одному участнику/паре в каждой дисциплине. Максимальное представительство от одной страны в одной дисциплине — три участника/пары. Право выдвигать на следующий чемпионат более одного участника/пары предоставляется в зависимости от заработанных фигуристами мест на текущем чемпионате.
| Количество одиночников/пар на текущем чемпионате | 3 одиночника/пары на следующем чемпионате  | 2 одиночника/пары на следующем чемпионате  |
| ------------------------------------------------ | ------------------------------------------ | ------------------------------------------ |
| 1                                                | Первое или второе место                    | Первые 10 мест                             |
| 2                                                | Сумма мест меньше или равна 13             | Сумма мест меньше или равна 28             |
| 3                                                | Сумма лучших двух мест меньше или равна 13 | Сумма лучших двух мест меньше или равна 28 |

Однако с сезона 2010—2011 часть участников должны проходить квалификацию для получения допуска к исполнению короткой программы/танца. Сколько участников/пар напрямую от каждой страны попадет в соревнования, а сколько будут проходить квалификацию перед турниром, определяется по следующему принципу: В первый сегмент соревнований напрямую страны могут выставить столько участников, сколько их представителей находилось на первых 18-ти местах у одиночников или 12-ти в парных дисциплинах предыдущего чемпионата. Если создается ситуация, когда все участники предыдущего чемпионата от страны вошли в первые 18 (12) мест, но по первому пункту отбора (см. таблицу) у страны есть право выставить меньшее число участников на текущий чемпионат, то свободное место отдается стране, спортсмен/пара которой занял на предыдущем чемпионате следующее по порядку место.
Остальные участники исполняют свои произвольные программы (танцы) в квалификационном сегменте, и из них первые 10 мест одиночников, 6 пар и 8 танцевальных дуэтов допускаются до основных соревнований.
Кроме того, для того, чтобы получить доступ к соревнованиям, фигуристу (паре) необходимо набрать на одном из международных стартов текущего или предыдущего сезона «минимальную техническую сумму» в короткой и произвольной программах. Для сезона были 2010—2011 одобрены следующие цифры:
| Дисциплина | Короткая программа / танец | Произвольная программа / танец |
| ---------- | -------------------------- | ------------------------------ |
| Мужчины    | 20                         | 35                             |
| Женщины    | 15                         | 25                             |
| Пары       | 17                         | 30                             |
| Танцы      | 17                         | 28                             |

- Все цифры относятся только к технической составляющей итоговой оценки за программу — TES.

## Призёры

### Мужское одиночное катание
| Призёры в мужском одиночном катании | Призёры в мужском одиночном катании                | Призёры в мужском одиночном катании                | Призёры в мужском одиночном катании                | Призёры в мужском одиночном катании                | Призёры в мужском одиночном катании |
| ----------------------------------- | -------------------------------------------------- | -------------------------------------------------- | -------------------------------------------------- | -------------------------------------------------- | ----------------------------------- |
| Год                                 | Место проведения                                   | Золото                                             | Серебро                                            | Бронза                                             |                                     |
| 1891                                | Гамбург, Германия                                  | Оскар Улиг                                         | Анон Шмитсон                                       | Франц Цилли                                        |                                     |
| 1892                                | Вена, Австрия                                      | Эдуард Энгельманн                                  | Тибор фон Фёльдвари                                | Георг Захариадес                                   |                                     |
| 1893                                | Берлин, Германия                                   | Эдуард Энгельманн                                  | Хеннинг Гренандер                                  | Георг Захариадес                                   |                                     |
| 1894                                | Вена, Австрия                                      | Эдуард Энгельманн                                  | Густав Хюгель                                      | Тибор фон Фёльдвари                                |                                     |
| 1895                                | Будапешт, Венгрия                                  | Тибор фон Фёльдвари                                | Густав Хюгель                                      | Гильберт Фукс                                      |                                     |
| 1896—1897                           | Чемпионаты не проводились                          | Чемпионаты не проводились                          | Чемпионаты не проводились                          | Чемпионаты не проводились                          |                                     |
| 1898                                | Тронхейм, Швеция                                   | Ульрих Сальхов                                     | Йохан Лефстад                                      | Оскар Холте                                        |                                     |
| 1899                                | Давос, Швейцария                                   | Ульрих Сальхов                                     | Густав Хюгель                                      | Эрнст Феллнер                                      |                                     |
| 1900                                | Берлин, Германия                                   | Ульрих Сальхов                                     | Густав Хюгель                                      | Оскар Холте                                        |                                     |
| 1901                                | Вена, Австрия                                      | Густав Хюгель                                      | Гильберт Фукс                                      | Ульрих Сальхов                                     |                                     |
| 1901—1903                           | Чемпионаты отменены                                | Чемпионаты отменены                                | Чемпионаты отменены                                | Чемпионаты отменены                                |                                     |
| 1904                                | Давос, Швейцария                                   | Ульрих Сальхов                                     | Макс Бохач                                         | Николай Панин                                      |                                     |
| 1905                                | Бонн, Германия                                     | Макс Бохач                                         | Генрих Бургер                                      | Карл Ценгер                                        |                                     |
| 1906                                | Давос, Швейцария                                   | Ульрих Сальхов                                     | Эрнст Герц                                         | Пер Турен                                          |                                     |
| 1907                                | Берлин, Германия                                   | Ульрих Сальхов                                     | Гилберт Фукс                                       | Эрнст Герц                                         |                                     |
| 1908                                | Варшава, Россия                                    | Эрнст Герц                                         | Николай Панин                                      | Хенрык Пшеджимирский                               |                                     |
| 1909                                | Будапешт, Венгрия                                  | Ульрих Сальхов                                     | Гилберт Фукс                                       | Пер Турен                                          |                                     |
| 1910                                | Берлин, Германия                                   | Ульрих Сальхов                                     | Вернер Риттбергер                                  | Пер Турен                                          |                                     |
| 1911                                | Санкт-Петербург, Россия                            | Пер Турен                                          | Карл Олло                                          | Вернер Риттбергер                                  |                                     |
| 1912                                | Стокгольм, Швеция                                  | Йоста Сандаль                                      | Иван Малинин                                       | Мартин Стиксруд                                    |                                     |
| 1913                                | Осло, Норвегия                                     | Ульрих Сальхов                                     | Андор Сенде                                        | Вилли Бёкль                                        |                                     |
| 1914                                | Вена, Австрия                                      | Фриц Кахлер                                        | Андреас Крог                                       | Вилли Бёкль                                        |                                     |
| 1915—1921                           | Чемпионат не проводился из-за Первой мировой войны | Чемпионат не проводился из-за Первой мировой войны | Чемпионат не проводился из-за Первой мировой войны | Чемпионат не проводился из-за Первой мировой войны |                                     |
| 1922                                | Давос, Швейцария                                   | Вилли Бёкль                                        | Фриц Кахлер                                        | Эрнст Оппахер                                      |                                     |
| 1923                                | Осло, Норвегия                                     | Вилли Бёкль                                        | Мартин Стиксруд                                    | Гуннар Якобсон                                     |                                     |
| 1924                                | Давос, Швейцария                                   | Фриц Кахлер                                        | Людвиг Вреде                                       | Вернер Риттбергер                                  |                                     |
| 1925                                | Триберг, Германия                                  | Вилли Бёкль                                        | Вернер Риттбергер                                  | Отто Прайссеккер                                   |                                     |
| 1926                                | Давос, Швейцария                                   | Вилли Бёкль                                        | Отто Прайссеккер                                   | Георг Гаучи                                        |                                     |
| 1927                                | Вена, Австрия                                      | Вилли Бёкль                                        | Хуго Дистлер                                       | Карл Шефер                                         |                                     |
| 1928                                | Троппау, Чехословакия                              | Вилли Бёкль                                        | Карл Шефер                                         | Отто Прайссеккер                                   |                                     |
| 1929                                | Давос, Швейцария                                   | Карл Шефер                                         | Георг Гаучи                                        | Людвиг Вреде                                       |                                     |
| 1930                                | Берлин, Германия                                   | Карл Шефер                                         | Отто Голд                                          | Маркус Никканен                                    |                                     |
| 1931                                | Вена, Австрия                                      | Карл Шефер                                         | Эрнст Байер                                        | Хуго Дистлер                                       |                                     |
| 1932                                | Париж, Франция                                     | Карл Шефер                                         | Эрнст Байер                                        | Эрих Эрдеш                                         |                                     |
| 1933                                | Лондон, Великобритания                             | Карл Шефер                                         | Эрнст Байер                                        | Эрих Эрдеш                                         |                                     |
| 1934                                | Зефельд, Австрия                                   | Карл Шефер                                         | Денеш Патаки                                       | Элемер Тертак                                      |                                     |
| 1935                                | Санкт-Мориц, Швейцария                             | Карл Шефер                                         | Феликс Каспар                                      | Эрнст Байер                                        |                                     |
| 1936                                | Берлин, Германия                                   | Карл Шефер                                         | Грэм Шарп                                          | Эрнст Байер                                        |                                     |
| 1937                                | Прага, Чехословакия                                | Феликс Каспар                                      | Грэм Шарп                                          | Элемер Тертак                                      |                                     |
| 1938                                | Санкт-Мориц, Швейцария                             | Феликс Каспар                                      | Грэм Шарп                                          | Герберт Альвард                                    |                                     |
| 1939                                | Давос, Швейцария                                   | Грэм Шарп                                          | Фредерик Томлинс                                   | Хорст Фабер                                        |                                     |
| 1940—1946                           | Чемпионат не проводился из-за Второй мировой войны | Чемпионат не проводился из-за Второй мировой войны | Чемпионат не проводился из-за Второй мировой войны | Чемпионат не проводился из-за Второй мировой войны |                                     |
| 1947                                | Давос, Швейцария                                   | Ханс Гершвилер                                     | Владислав Чап                                      | Фернанд Лееманс                                    |                                     |
| 1948                                | Прага, Чехословакия                                | Ричард Баттон                                      | Ханс Гершвилер                                     | Эди Рада                                           |                                     |
| 1949                                | Милан, Италия                                      | Эди Рада                                           | Эде Кирай                                          | Гельмут Зайбт                                      |                                     |
| 1950                                | Осло, Норвегия                                     | Эде Кирай                                          | Гельмут Зайбт                                      | Карло Фасси                                        |                                     |
| 1951                                | Цюрих, Швейцария                                   | Гельмут Зайбт                                      | Хорст Фабер                                        | Карло Фасси                                        |                                     |
| 1952                                | Вена, Австрия                                      | Гельмут Зайбт                                      | Карло Фасси                                        | Майкл Каррингтон                                   |                                     |
| 1953                                | Дортмунд, ФРГ                                      | Карло Фасси                                        | Ален Жилетти                                       | Фраймут Штайн                                      |                                     |
| 1954                                | Больцано, Италия                                   | Карло Фасси                                        | Ален Жилетти                                       | Кароль Дивин                                       |                                     |
| 1955                                | Будапешт, Венгрия                                  | Ален Жилетти                                       | Майкл Букер                                        | Кароль Дивин                                       |                                     |
| 1956                                | Париж, Франция                                     | Ален Жилетти                                       | Майкл Букер                                        | Кароль Дивин                                       |                                     |
| 1957                                | Вена, Австрия                                      | Ален Жилетти                                       | Кароль Дивин                                       | Майкл Букер                                        |                                     |
| 1958                                | Братислава, Чехословакия                           | Кароль Дивин                                       | Ален Жилетти                                       | Ален Кальма                                        |                                     |
| 1959                                | Давос, Швейцария                                   | Кароль Дивин                                       | Ален Жилетти                                       | Норберт Фельзингер                                 |                                     |
| 1960                                | Гармиш-Партенкирхен, ФРГ                           | Ален Жилетти                                       | Норберт Фельзингер                                 | Манфред Шнельдорфер                                |                                     |
| 1961                                | Берлин, Западный Берлин                            | Ален Жилетти                                       | Ален Кальма                                        | Манфред Шнельдорфер                                |                                     |
| 1962                                | Женева, Швейцария                                  | Ален Кальма                                        | Кароль Дивин                                       | Манфред Шнельдорфер                                |                                     |
| 1963                                | Будапешт, Венгрия                                  | Ален Кальма                                        | Манфред Шнельдорфер                                | Эммерих Данцер                                     |                                     |
| 1964                                | Гренобль, Франция                                  | Ален Кальма                                        | Манфред Шнельдорфер                                | Кароль Дивин                                       |                                     |
| 1965                                | Москва, СССР                                       | Эммерих Данцер                                     | Ален Кальма                                        | Петер Йонас                                        |                                     |
| 1966                                | Братислава, Чехословакия                           | Эммерих Данцер                                     | Вольфганг Шварц                                    | Ондрей Непела                                      |                                     |
| 1967                                | Любляна, Югославия                                 | Эммерих Данцер                                     | Вольфганг Шварц                                    | Ондрей Непела                                      |                                     |
| 1968                                | Вестерос, Швеция                                   | Эммерих Данцер                                     | Вольфганг Шварц                                    | Ондрей Непела                                      |                                     |
| 1969                                | Гармиш-Партенкирхен, ФРГ                           | Ондрей Непела                                      | Патрик Пера                                        | Сергей Четверухин                                  |                                     |
| 1970                                | Ленинград, СССР                                    | Ондрей Непела                                      | Патрик Пера                                        | Гюнтер Цоллер                                      |                                     |
| 1971                                | Цюрих, Швейцария                                   | Ондрей Непела                                      | Сергей Четверухин                                  | Хейг Унджян                                        |                                     |
| 1972                                | Гётеборг, Швеция                                   | Ондрей Непела                                      | Сергей Четверухин                                  | Патрик Пера                                        |                                     |
| 1973                                | Кёльн, ФРГ                                         | Ондрей Непела                                      | Сергей Четверухин                                  | Ян Хоффман                                         |                                     |
| 1974                                | Загреб, Югославия                                  | Ян Хоффман                                         | Сергей Волков                                      | Джон Карри                                         |                                     |
| 1975                                | Копенгаген, Дания                                  | Владимир Ковалёв                                   | Джон Карри                                         | Юрий Овчинников                                    |                                     |
| 1976                                | Женева, Швейцария                                  | Джон Карри                                         | Владимир Ковалёв                                   | Ян Хоффман                                         |                                     |
| 1977                                | Хельсинки, Финляндия                               | Ян Хоффман                                         | Владимир Ковалёв                                   | Робин Казинс                                       |                                     |
| 1978                                | Страсбург, Франция                                 | Ян Хоффман                                         | Владимир Ковалёв                                   | Робин Казинс                                       |                                     |
| 1979                                | Загреб, Югославия                                  | Ян Хоффман                                         | Владимир Ковалёв                                   | Робин Казинс                                       |                                     |
| 1980                                | Гётеборг, Швеция                                   | Робин Казинс                                       | Ян Хоффман                                         | Владимир Ковалёв                                   |                                     |
| 1981                                | Инсбрук, Австрия                                   | Игорь Бобрин                                       | Жан-Кристоф Симон                                  | Норберт Шрамм                                      |                                     |
| 1982                                | Лион, Франция                                      | Норберт Шрамм                                      | Жан-Кристоф Симон                                  | Игорь Бобрин                                       |                                     |
| 1983                                | Дортмунд, ФРГ                                      | Норберт Шрамм                                      | Йозеф Сабовчик                                     | Александр Фадеев                                   |                                     |
| 1984                                | Будапешт, Венгрия                                  | Александр Фадеев                                   | Руди Церне                                         | Норберт Шрамм                                      |                                     |
| 1985                                | Гётеборг, Швеция                                   | Йозеф Сабовчик                                     | Владимир Котин                                     | Гжегож Филиповский                                 |                                     |
| 1986                                | Копенгаген, Дания                                  | Йозеф Сабовчик                                     | Владимир Котин                                     | Александр Фадеев                                   |                                     |
| 1987                                | Сараево, Югославия                                 | Александр Фадеев                                   | Владимир Котин                                     | Виктор Петренко                                    |                                     |
| 1988                                | Прага, Чехословакия                                | Александр Фадеев                                   | Владимир Котин                                     | Виктор Петренко                                    |                                     |
| 1989                                | Бирмингем, Великобритания                          | Александр Фадеев                                   | Гжегож Филиповский                                 | Петр Барна                                         |                                     |
| 1990                                | Ленинград, СССР                                    | Виктор Петренко                                    | Петр Барна                                         | Вячеслав Загороднюк                                |                                     |
| 1991                                | София, Болгария                                    | Виктор Петренко                                    | Петр Барна                                         | Вячеслав Загороднюк                                |                                     |
| 1992                                | Лозанна, Швейцария                                 | Петр Барна                                         | Виктор Петренко                                    | Алексей Урманов                                    |                                     |
| 1993                                | Хельсинки, Финляндия                               | Дмитрий Дмитренко                                  | Филипп Канделоро                                   | Эрик Мийо                                          |                                     |
| 1994                                | Копенгаген, Дания                                  | Виктор Петренко                                    | Вячеслав Загороднюк                                | Алексей Урманов                                    |                                     |
| 1995                                | Дортмунд, Германия                                 | Илья Кулик                                         | Алексей Урманов                                    | Вячеслав Загороднюк                                |                                     |
| 1996                                | София, Болгария                                    | Вячеслав Загороднюк                                | Игорь Пашкевич                                     | Илья Кулик                                         |                                     |
| 1997                                | Париж, Франция                                     | Алексей Урманов                                    | Филипп Канделоро                                   | Вячеслав Загороднюк                                |                                     |
| 1998                                | Милан, Италия                                      | Алексей Ягудин                                     | Евгений Плющенко                                   | Александр Абт                                      |                                     |
| 1999                                | Прага, Чехия                                       | Алексей Ягудин                                     | Евгений Плющенко                                   | Алексей Урманов                                    |                                     |
| 2000                                | Вена, Австрия                                      | Евгений Плющенко                                   | Алексей Ягудин                                     | Дмитрий Дмитренко                                  |                                     |
| 2001                                | Братислава, Словакия                               | Евгений Плющенко                                   | Алексей Ягудин                                     | Станик Жанет                                       |                                     |
| 2002                                | Лозанна, Швейцария                                 | Алексей Ягудин                                     | Александр Абт                                      | Бриан Жубер                                        |                                     |
| 2003                                | Мальмё, Швеция                                     | Евгений Плющенко                                   | Бриан Жубер                                        | Станик Жанет                                       |                                     |
| 2004                                | Будапешт, Венгрия                                  | Бриан Жубер                                        | Евгений Плющенко                                   | Илья Климкин                                       |                                     |
| 2005                                | Турин, Италия                                      | Евгений Плющенко                                   | Бриан Жубер                                        | Штефан Линдеманн                                   |                                     |
| 2006                                | Лион, Франция                                      | Евгений Плющенко                                   | Стефан Ламбьель                                    | Бриан Жубер                                        |                                     |
| 2007                                | Варшава, Польша                                    | Бриан Жубер                                        | Томаш Вернер                                       | Кевин ван дер Перрен                               |                                     |
| 2008                                | Загреб, Хорватия                                   | Томаш Вернер                                       | Стефан Ламбьель                                    | Бриан Жубер                                        |                                     |
| 2009                                | Хельсинки, Финляндия                               | Бриан Жубер                                        | Самуэль Контести                                   | Кевин ван дер Перрен                               |                                     |
| 2010                                | Таллин, Эстония                                    | Евгений Плющенко                                   | Стефан Ламбьель                                    | Бриан Жубер                                        |                                     |
| 2011                                | Берн, Швейцария                                    | Флоран Амодьо                                      | Бриан Жубер                                        | Томаш Вернер                                       |                                     |
| 2012                                | Шеффилд, Великобритания                            | Евгений Плющенко                                   | Артур Гачинский                                    | Флоран Амодьо                                      |                                     |
| 2013                                | Загреб, Хорватия                                   | Хавьер Фернандес                                   | Флоран Амодьо                                      | Михал Бржезина                                     |                                     |
| 2014                                | Будапешт, Венгрия                                  | Хавьер Фернандес                                   | Сергей Воронов                                     | Константин Меньшов                                 |                                     |
| 2015                                | Стокгольм, Швеция                                  | Хавьер Фернандес                                   | Максим Ковтун                                      | Сергей Воронов                                     |                                     |
| 2016                                | Братислава, Словакия                               | Хавьер Фернандес                                   | Алексей Быченко                                    | Максим Ковтун                                      |                                     |
| 2017                                | Острава, Чехия                                     | Хавьер Фернандес                                   | Максим Ковтун                                      | Михаил Коляда                                      |                                     |
| 2018                                | Москва, Россия                                     | Хавьер Фернандес                                   | Дмитрий Алиев                                      | Михаил Коляда                                      |                                     |
| 2019                                | Минск, Беларусь                                    | Хавьер Фернандес                                   | Александр Самарин                                  | Маттео Риццо                                       |                                     |
| 2020                                | Грац, Австрия                                      | Дмитрий Алиев                                      | Артур Даниелян                                     | Морис Квителашвили                                 |                                     |
| 2021                                | Загреб, Хорватия                                   | Отменён из-за пандемии COVID-19                    | Отменён из-за пандемии COVID-19                    | Отменён из-за пандемии COVID-19                    |                                     |
| 2022                                | Таллин, Эстония                                    | Марк Кондратюк                                     | Даниэль Грассль                                    | Денис Васильев                                     |                                     |
| 2023                                | Эспоо, Финляндия                                   | Адам Сяо Хим Фа                                    | Маттео Риццо                                       | Лукас Бричги                                       |                                     |
| 2024                                | Каунас, Литва                                      | Адам Сяо Хим Фа                                    | Александр Селевко                                  | Маттео Риццо                                       |                                     |
| 2025                                | Таллин, Эстония                                    | Лукас Бричги                                       | Николай Мемола                                     | Адам Сяо Хим Фа                                    |                                     |

### Женское одиночное катание
| Призёры в женском одиночном катании | Призёры в женском одиночном катании                | Призёры в женском одиночном катании                | Призёры в женском одиночном катании                | Призёры в женском одиночном катании                |
| ----------------------------------- | -------------------------------------------------- | -------------------------------------------------- | -------------------------------------------------- | -------------------------------------------------- |
| Год                                 | Место проведения                                   | Золото                                             | Серебро                                            | Бронза                                             |
| 1930                                | Берлин, Германия                                   | Фрици Бюргер                                       | Ильзе Хорнунг                                      | Виви-Анн Хюльтен                                   |
| 1931                                | Санкт-Мориц, Швейцария                             | Соня Хени                                          | Фрици Бюргер                                       | Хильда Холовски                                    |
| 1932                                | Париж, Франция                                     | Соня Хени                                          | Фрици Бюргер                                       | Виви-Анн Хюльтен                                   |
| 1933                                | Лондон, Великобритания                             | Соня Хени                                          | Сесилия Колледж                                    | Фрици Бюргер                                       |
| 1934                                | Зефельд, Австрия                                   | Соня Хени                                          | Лизелотте Ландбек                                  | Мэрибел Винсон                                     |
| 1935                                | Санкт-Мориц, Швейцария                             | Соня Хени                                          | Лизелотте Ландбек                                  | Сесилия Колледж                                    |
| 1936                                | Берлин, Германия                                   | Соня Хени                                          | Сесилия Колледж                                    | Меган Тэйлор                                       |
| 1937                                | Прага, Чехословакия                                | Сесилия Колледж                                    | Меган Тэйлор                                       | Эмми Путцингер                                     |
| 1938                                | Санкт-Мориц, Швейцария                             | Сесилия Колледж                                    | Меган Тэйлор                                       | Эмми Путцингер                                     |
| 1939                                | Лондон, Великобритания                             | Сесилия Колледж                                    | Меган Тэйлор                                       | Дафна Уокер                                        |
| 1940—1946                           | Чемпионат не проводился из-за Второй мировой войны | Чемпионат не проводился из-за Второй мировой войны | Чемпионат не проводился из-за Второй мировой войны | Чемпионат не проводился из-за Второй мировой войны |
| 1947                                | Давос, Швейцария                                   | Барбара Энн Скотт                                  | Гретхен Мэрил                                      | Дафна Уокер                                        |
| 1948                                | Прага, Чехословакия                                | Барбара Энн Скотт                                  | Ева Павлик                                         | Алена Врзанёва                                     |
| 1949                                | Милан, Италия                                      | Ева Павлик                                         | Алена Врзанёва                                     | Жанетт Альтвегг                                    |
| 1950                                | Осло, Норвегия                                     | Алена Врзанёва                                     | Жаклин дю Биф                                      | Жанетт Альтвегг                                    |
| 1951                                | Цюрих, Швейцария                                   | Жанетт Альтвегг                                    | Жаклин дю Биф                                      | Барбара Уайетт                                     |
| 1952                                | Вена, Австрия                                      | Жанетт Альтвегг                                    | Жаклин дю Биф                                      | Барбара Уайетт                                     |
| 1953                                | Дортмунд, ФРГ                                      | Вальда Осборн                                      | Гунди Буш                                          | Эрика Батчелор                                     |
| 1954                                | Больцано, Италия                                   | Гунди Буш                                          | Эрика Батчелор                                     | Ивонн Сагден                                       |
| 1955                                | Будапешт, Венгрия                                  | Ханна Эйгель                                       | Ивонн Сагден                                       | Эрика Батчелор                                     |
| 1956                                | Париж, Франция                                     | Ингрид Вендль                                      | Ивонн Сагден                                       | Эрика Батчелор                                     |
| 1957                                | Вена, Австрия                                      | Ханна Эйгель                                       | Ингрид Вендль                                      | Ханна Вальтер                                      |
| 1958                                | Братислава, Чехословакия                           | Ингрид Вендль                                      | Ханна Вальтер                                      | Йоан Ханаппел                                      |
| 1959                                | Давос, Швейцария                                   | Ханна Вальтер                                      | Шаукье Дейкстра                                    | Йоан Ханаппел                                      |
| 1960                                | Гармиш-Партенкирхен, ФРГ                           | Шаукье Дейкстра                                    | Регина Хайтцер                                     | Йоан Ханаппел                                      |
| 1961                                | Берлин, Западный Берлин                            | Шаукье Дейкстра                                    | Регина Хайтцер                                     | Яна Мразкова                                       |
| 1962                                | Женева, Швейцария                                  | Шаукье Дейкстра                                    | Регина Хайтцер                                     | Карин Фрохнер                                      |
| 1963                                | Будапешт, Венгрия                                  | Шаукье Дейкстра                                    | Николь Асслер                                      | Регина Хайтцер                                     |
| 1964                                | Гренобль, Франция                                  | Шаукье Дейкстра                                    | Регина Хайтцер                                     | Николь Асслер                                      |
| 1965                                | Москва, СССР                                       | Регина Хайтцер                                     | Салли-Энн Степлфорд                                | Николь Асслер                                      |
| 1966                                | Братислава, Чехословакия                           | Регина Хайтцер                                     | Габриэла Зайферт                                   | Николь Асслер                                      |
| 1967                                | Любляна, Югославия                                 | Габриэла Зайферт                                   | Хана Машкова                                       | Жужа Альмаши                                       |
| 1968                                | Вестерос, Швеция                                   | Хана Машкова                                       | Габриэла Зайферт                                   | Беатрикс Шуба                                      |
| 1969                                | Гармиш-Партенкирхен, ФРГ                           | Габриэла Зайферт                                   | Хана Машкова                                       | Беатрикс Шуба                                      |
| 1970                                | Ленинград, СССР                                    | Габриэла Зайферт                                   | Беатрикс Шуба                                      | Жужа Альмаши                                       |
| 1971                                | Цюрих, Швейцария                                   | Беатрикс Шуба                                      | Жужа Альмаши                                       | Рита Трапанезе                                     |
| 1972                                | Гётеборг, Швеция                                   | Беатрикс Шуба                                      | Рита Трапанезе                                     | Соня Моргенштерн                                   |
| 1973                                | Кёльн, ФРГ                                         | Кристине Эррат                                     | Джин Скотт                                         | Карин Итен                                         |
| 1974                                | Загреб, Югославия                                  | Кристине Эррат                                     | Диана де Леу                                       | Лиана Драгова                                      |
| 1975                                | Копенгаген, Дания                                  | Кристине Эррат                                     | Диана де Леу                                       | Анетт Пётч                                         |
| 1976                                | Женева, Швейцария                                  | Диана де Леу                                       | Анетт Пётч                                         | Кристине Эррат                                     |
| 1977                                | Хельсинки, Финляндия                               | Анетт Пётч                                         | Дагмар Лурц                                        | Сусанна Дриано                                     |
| 1978                                | Страсбург, Франция                                 | Анетт Пётч                                         | Дагмар Лурц                                        | Елена Водорезова                                   |
| 1979                                | Загреб, Югославия                                  | Анетт Пётч                                         | Дагмар Лурц                                        | Дениз Бильманн                                     |
| 1980                                | Гётеборг, Швеция                                   | Анетт Пётч                                         | Дагмар Лурц                                        | Сусанна Дриано                                     |
| 1981                                | Инсбрук, Австрия                                   | Денизе Бильманн                                    | Санда Дубравчич                                    | Клаудия Кристофич-Биндер                           |
| 1982                                | Лион, Франция                                      | Клаудия Кристофич-Биндер                           | Катарина Витт                                      | Елена Водорезова                                   |
| 1983                                | Дортмунд, ФРГ                                      | Катарина Витт                                      | Елена Водорезова                                   | Клаудиа Ляйстнер                                   |
| 1984                                | Будапешт, Венгрия                                  | Катарина Витт                                      | Мануэла Рубен                                      | Анна Кондрашова                                    |
| 1985                                | Гётеборг, Швеция                                   | Катарина Витт                                      | Кира Иванова                                       | Клаудиа Ляйстнер                                   |
| 1986                                | Копенгаген, Дания                                  | Катарина Витт                                      | Кира Иванова                                       | Анна Кондрашова                                    |
| 1987                                | Сараево, Югославия                                 | Катарина Витт                                      | Кира Иванова                                       | Анна Кондрашова                                    |
| 1988                                | Прага, Чехословакия                                | Катарина Витт                                      | Кира Иванова                                       | Анна Кондрашова                                    |
| 1989                                | Бирмингем, Великобритания                          | Клаудиа Ляйстнер                                   | Наталья Лебедева                                   | Патриция Неске                                     |
| 1990                                | Ленинград, СССР                                    | Эвелин Гроссманн                                   | Наталья Лебедева                                   | Марина Кильманн                                    |
| 1991                                | София, Болгария                                    | Сурия Бонали                                       | Эвелин Гроссманн                                   | Марина Кильманн                                    |
| 1992                                | Лозанна, Швейцария                                 | Сурия Бонали                                       | Марина Кильманн                                    | Патриция Неске                                     |
| 1993                                | Хельсинки, Финляндия                               | Сурия Бонали                                       | Оксана Баюл                                        | Марина Кильманн                                    |
| 1994                                | Копенгаген, Дания                                  | Сурия Бонали                                       | Оксана Баюл                                        | Ольга Маркова                                      |
| 1995                                | Дортмунд, Германия                                 | Сурия Бонали                                       | Ольга Маркова                                      | Елена Ляшенко                                      |
| 1996                                | София, Болгария                                    | Ирина Слуцкая                                      | Сурия Бонали                                       | Мария Бутырская                                    |
| 1997                                | Париж, Франция                                     | Ирина Слуцкая                                      | Кристина Цако                                      | Юлия Лавренчук                                     |
| 1998                                | Милан, Италия                                      | Мария Бутырская                                    | Ирина Слуцкая                                      | Таня Шевченко                                      |
| 1999                                | Прага, Чехия                                       | Мария Бутырская                                    | Юлия Солдатова                                     | Виктория Волчкова                                  |
| 2000                                | Вена, Австрия                                      | Ирина Слуцкая                                      | Мария Бутырская                                    | Виктория Волчкова                                  |
| 2001                                | Братислава, Словакия                               | Ирина Слуцкая                                      | Мария Бутырская                                    | Виктория Волчкова                                  |
| 2002                                | Лозанна, Швейцария                                 | Мария Бутырская                                    | Ирина Слуцкая                                      | Виктория Волчкова                                  |
| 2003                                | Мальмё, Швеция                                     | Ирина Слуцкая                                      | Елена Соколова                                     | Юлия Себестьен                                     |
| 2004                                | Будапешт, Венгрия                                  | Юлия Себестьен                                     | Елена Ляшенко                                      | Елена Соколова                                     |
| 2005                                | Турин, Италия                                      | Ирина Слуцкая                                      | Сусанна Пёукиё                                     | Елена Ляшенко                                      |
| 2006                                | Лион, Франция                                      | Ирина Слуцкая                                      | Елена Соколова                                     | Каролина Костнер                                   |
| 2007                                | Варшава, Польша                                    | Каролина Костнер                                   | Сара Майер                                         | Кийра Корпи                                        |
| 2008                                | Загреб, Хорватия                                   | Каролина Костнер                                   | Сара Майер                                         | Лаура Лепистё                                      |
| 2009                                | Хельсинки, Финляндия                               | Лаура Лепистё                                      | Каролина Костнер                                   | Сусанна Пёукиё                                     |
| 2010                                | Таллин, Эстония                                    | Каролина Костнер                                   | Лаура Лепистё                                      | Элене Гедеванишвили                                |
| 2011                                | Берн, Швейцария                                    | Сара Майер                                         | Каролина Костнер                                   | Кийра Корпи                                        |
| 2012                                | Шеффилд, Великобритания                            | Каролина Костнер                                   | Кийра Корпи                                        | Элене Гедеванишвили                                |
| 2013                                | Загреб, Хорватия                                   | Каролина Костнер                                   | Аделина Сотникова                                  | Елизавета Туктамышева                              |
| 2014                                | Будапешт, Венгрия                                  | Юлия Липницкая                                     | Аделина Сотникова                                  | Каролина Костнер                                   |
| 2015                                | Стокгольм, Швеция                                  | Елизавета Туктамышева                              | Елена Радионова                                    | Анна Погорилая                                     |
| 2016                                | Братислава, Словакия                               | Евгения Медведева                                  | Елена Радионова                                    | Анна Погорилая                                     |
| 2017                                | Острава, Чехия                                     | Евгения Медведева                                  | Анна Погорилая                                     | Каролина Костнер                                   |
| 2018                                | Москва, Россия                                     | Алина Загитова                                     | Евгения Медведева                                  | Каролина Костнер                                   |
| 2019                                | Минск, Беларусь                                    | Софья Самодурова                                   | Алина Загитова                                     | Вивека Линдфорс                                    |
| 2020                                | Грац, Австрия                                      | Алёна Косторная                                    | Анна Щербакова                                     | Александра Трусова                                 |
| 2021                                | Загреб, Хорватия                                   | Отменён из-за пандемии COVID-19                    | Отменён из-за пандемии COVID-19                    | Отменён из-за пандемии COVID-19                    |
| 2022                                | Таллин, Эстония                                    | Анна Щербакова                                     | Александра Трусова                                 | Луна Хендрикс                                      |
| 2023                                | Эспоо, Финляндия                                   | Анастасия Губанова                                 | Луна Хендрикс                                      | Кимми Репонд                                       |
| 2024                                | Каунас, Литва                                      | Луна Хендрикс                                      | Анастасия Губанова                                 | Нина Пиндзарроне                                   |
| 2025                                | Таллин, Эстония                                    | Нина Петрыкина                                     | Анастасия Губанова                                 | Нина Пиндзарроне                                   |

### Парное катание
| Призёры среди спортивных пар | Призёры среди спортивных пар                       | Призёры среди спортивных пар                       | Призёры среди спортивных пар                       | Призёры среди спортивных пар                       |
| ---------------------------- | -------------------------------------------------- | -------------------------------------------------- | -------------------------------------------------- | -------------------------------------------------- |
| Год                          | Место проведения                                   | Золото                                             | Серебро                                            | Бронза                                             |
| 1930                         | Берлин, Германия                                   | Ольга Оргоништа / Шандор Салаи                     | Эмилия Роттер / Ласло Соллаш                       | Гизела Хохальтингер / Отто Прайссеккер             |
| 1931                         | Санкт-Мориц, Швейцария                             | Ольга Оргоништа / Шандор Салаи                     | Эмилия Роттер / Ласло Соллаш                       | Лилли Гайяр / Вилли Петтер                         |
| 1932                         | Париж, Франция                                     | Андре Брюне / Пьер Брюне                           | Лилли Гайяр / Вилли Петтер                         | Иди Папец / Карл Цвак                              |
| 1933                         | Лондон, Великобритания                             | Иди Папец / Карл Цвак                              | Лилли Гайяр / Вилли Петтер                         | Молли Филипс / Родни Мёрдок                        |
| 1934                         | Зефельд, Австрия                                   | Эмилия Роттер / Ласло Соллаш                       | Иди Папец / Карл Цвак                              | Зофья Билёрувна / Тадеуш Ковальский                |
| 1935                         | Санкт-Мориц, Швейцария                             | Макси Гербер / Эрнст Байер                         | Иди Папец / Карл Цвак                              | Люси Галло / Режё Диллингер                        |
| 1936                         | Берлин, Германия                                   | Макси Гербер / Эрнст Байер                         | Виолет Клифф / Лесли Клифф                         | Пирошка Секреньешши / Аттила Секреньешши           |
| 1937                         | Прага, Чехословакия                                | Макси Гербер / Эрнст Байер                         | Ильзе Паузин / Эрик Паузин                         | Пирошка Секреньешши / Аттила Секреньешши           |
| 1938                         | Санкт-Мориц, Швейцария                             | Макси Гербер / Эрнст Байер                         | Ильзе Паузин / Эрик Паузин                         | Инге Кох / Гюнтер Ноак                             |
| 1939                         | Закопане, Польша                                   | Макси Гербер / Эрнст Байер                         | Ильзе Паузин / Эрик Паузин                         | Инге Кох / Гюнтер Ноак                             |
| 1940—1946                    | Чемпионат не проводился из-за Второй мировой войны | Чемпионат не проводился из-за Второй мировой войны | Чемпионат не проводился из-за Второй мировой войны | Чемпионат не проводился из-за Второй мировой войны |
| 1947                         | Давос, Швейцария                                   | Мишлин Ланнуа / Пьер Бонье                         | Винифред Сильверторн / Деннис Сильверторн          | Сюзанна Дискёве / Эдмон Вербюстел                  |
| 1948                         | Прага, Чехословакия                                | Андреа Кекешши / Эде Кирай                         | Блажена Книтлова / Карел Возатка                   | Герта Ратценхофер / Эмиль Ратценхофер              |
| 1949                         | Милан, Италия                                      | Андреа Кекешши / Эде Кирай                         | Марианна Надь / Ласло Надь                         | Герта Ратценхофер / Эмиль Ратценхофер              |
| 1950                         | Осло, Норвегия                                     | Марианна Надь / Ласло Надь                         | Элиане Штайнеман / Андре Калам                     | Дженнифер Никс / Джон Никс                         |
| 1951                         | Цюрих, Швейцария                                   | Риа Баран / Пауль Фальк                            | Элиане Штайнеман / Андре Калам                     | Дженнифер Никс / Джон Никс                         |
| 1952                         | Вена, Австрия                                      | Риа Баран / Пауль Фальк                            | Дженнифер Никс / Джон Никс                         | Марианна Надь / Ласло Надь                         |
| 1953                         | Дортмунд, ФРГ                                      | Дженнифер Никс / Джон Никс                         | Марианна Надь / Ласло Надь                         | Элизабет Шварц / Курт Оппельт                      |
| 1954                         | Больцано, Италия                                   | Сильвия Гранжан / Мишель Гранжан                   | Элизабет Шварц / Курт Оппельт                      | Соня Балунова / Милослав Балун                     |
| 1955                         | Будапешт, Венгрия                                  | Марианна Надь / Ласло Надь                         | Вера Суханкова / Зденек Долежал                    | Марика Килиус / Франц Нингель                      |
| 1956                         | Париж, Франция                                     | Элизабет Шварц / Курт Оппельт                      | Марианна Надь / Ласло Надь                         | Марика Килиус / Франц Нингель                      |
| 1957                         | Вена, Австрия                                      | Вера Суханкова / Зденек Долежал                    | Марианна Надь / Ласло Надь                         | Марика Килиус / Франц Нингель                      |
| 1958                         | Братислава, Чехословакия                           | Вера Суханкова / Зденек Долежал                    | Нина Жук / Станислав Жук                           | Джойс Коутс / Энтони Холлс                         |
| 1959                         | Давос, Швейцария                                   | Марика Килиус / Ганс-Юрген Боймлер                 | Нина Жук / Станислав Жук                           | Джойс Коутс / Энтони Холлс                         |
| 1960                         | Гармиш-Партенкирхен, ФРГ                           | Марика Килиус / Ганс-Юрген Боймлер                 | Нина Жук / Станислав Жук                           | Маргрет Гёбль / Франц Нингель                      |
| 1961                         | Берлин, Западный Берлин                            | Марика Килиус / Ганс-Юрген Боймлер                 | Маргрет Гёбль / Франц Нингель                      | Маргит Зенф / Петер Гёбель                         |
| 1962                         | Женева, Швейцария                                  | Марика Килиус / Ганс-Юрген Боймлер                 | Людмила Белоусова / Олег Протопопов                | Маргрет Гёбль / Франц Нингель                      |
| 1963                         | Будапешт, Венгрия                                  | Марика Килиус / Ганс-Юрген Боймлер                 | Людмила Белоусова / Олег Протопопов                | Татьяна Жук / Александр Гаврилов                   |
| 1964                         | Гренобль, Франция                                  | Марика Килиус / Ганс-Юрген Боймлер                 | Людмила Белоусова / Олег Протопопов                | Татьяна Жук / Александр Гаврилов                   |
| 1965                         | Москва, СССР                                       | Людмила Белоусова / Олег Протопопов                | Герда Йонер / Рюди Йонер                           | Татьяна Жук / Александр Горелик                    |
| 1966                         | Братислава, Чехословакия                           | Людмила Белоусова / Олег Протопопов                | Татьяна Жук / Александр Горелик                    | Маргот Глоксхубер / Вольфганг Данне                |
| 1967                         | Любляна, Югославия                                 | Людмила Белоусова / Олег Протопопов                | Маргот Глоксхубер / Вольфганг Данне                | Хайдемари Штайнер / Хайнц-Ульрих Вальтер           |
| 1968                         | Вестерос, Швеция                                   | Людмила Белоусова / Олег Протопопов                | Тамара Москвина / Алексей Мишин                    | Хайдемари Штайнер / Хайнц-Ульрих Вальтер           |
| 1969                         | Гармиш-Партенкирхен, ФРГ                           | Ирина Роднина / Алексей Уланов                     | Людмила Белоусова / Олег Протопопов                | Тамара Москвина / Алексей Мишин                    |
| 1970                         | Ленинград, СССР                                    | Ирина Роднина / Алексей Уланов                     | Людмила Смирнова / Андрей Сурайкин                 | Хайдемари Штайнер / Хайнц-Ульрих Вальтер           |
| 1971                         | Цюрих, Швейцария                                   | Ирина Роднина / Алексей Уланов                     | Людмила Смирнова / Андрей Сурайкин                 | Галина Карелина / Георгий Проскурин                |
| 1972                         | Гётеборг, Швеция                                   | Ирина Роднина / Алексей Уланов                     | Людмила Смирнова / Андрей Сурайкин                 | Мануэла Грос / Уве Кагельман                       |
| 1973                         | Кёльн, ФРГ                                         | Ирина Роднина / Александр Зайцев                   | Людмила Смирнова / Алексей Уланов                  | Альмут Леман / Герберт Визингер                    |
| 1974                         | Загреб, Югославия                                  | Ирина Роднина / Александр Зайцев                   | Роми Кермер / Рольф Эстеррайх                      | Людмила Смирнова / Алексей Уланов                  |
| 1975                         | Копенгаген, Дания                                  | Ирина Роднина / Александр Зайцев                   | Роми Кермер / Рольф Эстеррайх                      | Мануэла Грос / Уве Кагельман                       |
| 1976                         | Женева, Швейцария                                  | Ирина Роднина / Александр Зайцев                   | Роми Кермер / Рольф Эстеррайх                      | Ирина Воробьёва / Александр Власов                 |
| 1977                         | Хельсинки, Финляндия                               | Ирина Роднина / Александр Зайцев                   | Ирина Воробьёва / Александр Власов                 | Марина Черкасова / Сергей Шахрай                   |
| 1978                         | Страсбург, Франция                                 | Ирина Роднина / Александр Зайцев                   | Марина Черкасова / Сергей Шахрай                   | Мануэла Магер / Уве Беверсдорф                     |
| 1979                         | Загреб, Югославия                                  | Марина Черкасова / Сергей Шахрай                   | Ирина Воробьёва / Игорь Лисовский                  | Сабине Бэсс / Тассило Тирбах                       |
| 1980                         | Гётеборг, Швеция                                   | Ирина Роднина / Александр Зайцев                   | Марина Черкасова / Сергей Шахрай                   | Марина Пестова / Станислав Леонович                |
| 1981                         | Инсбрук, Австрия                                   | Ирина Воробьёва / Игорь Лисовский                  | Кристина Ригель / Андреас Нишвиц                   | Марина Черкасова / Сергей Шахрай                   |
| 1982                         | Лион, Франция                                      | Сабине Бэсс / Тассило Тирбах                       | Марина Пестова / Станислав Леонович                | Ирина Воробьёва / Игорь Лисовский                  |
| 1983                         | Дортмунд, ФРГ                                      | Сабине Бэсс / Тассило Тирбах                       | Елена Валова / Олег Васильев                       | Биргит Лоренц / Кнут Шуберт                        |
| 1984                         | Будапешт, Венгрия                                  | Елена Валова / Олег Васильев                       | Сабине Бэсс / Тассило Тирбах                       | Биргит Лоренц / Кнут Шуберт                        |
| 1985                         | Гётеборг, Швеция                                   | Елена Валова / Олег Васильев                       | Лариса Селезнёва / Олег Макаров                    | Вероника Першина / Марат Акбаров                   |
| 1986                         | Копенгаген, Дания                                  | Елена Валова / Олег Васильев                       | Екатерина Гордеева / Сергей Гриньков               | Елена Бечке / Валерий Корниенко                    |
| 1987                         | Сараево, Югославия                                 | Лариса Селезнёва / Олег Макаров                    | Елена Валова / Олег Васильев                       | Катрин Каниц / Тобиас Шрётер                       |
| 1988                         | Прага, Чехословакия                                | Екатерина Гордеева / Сергей Гриньков               | Лариса Селезнёва / Олег Макаров                    | Пегги Шварц / Александер Кёниг                     |
| 1989                         | Бирмингем, Великобритания                          | Лариса Селезнёва / Олег Макаров                    | Манди Вётцель / Аксель Раушенбах                   | Наталья Мишкутёнок / Артур Дмитриев                |
| 1990                         | Ленинград, СССР                                    | Екатерина Гордеева / Сергей Гриньков               | Лариса Селезнёва / Олег Макаров                    | Наталья Мишкутёнок / Артур Дмитриев                |
| 1991                         | София, Болгария                                    | Наталья Мишкутёнок / Артур Дмитриев                | Елена Бечке / Денис Петров                         | Евгения Шишкова / Вадим Наумов                     |
| 1992                         | Лозанна, Швейцария                                 | Наталья Мишкутёнок / Артур Дмитриев                | Елена Бечке / Денис Петров                         | Евгения Шишкова / Вадим Наумов                     |
| 1993                         | Хельсинки, Финляндия                               | Марина Ельцова / Андрей Бушков                     | Манди Вётцель / Инго Штойер                        | Евгения Шишкова / Вадим Наумов                     |
| 1994                         | Копенгаген, Дания                                  | Екатерина Гордеева / Сергей Гриньков               | Евгения Шишкова / Вадим Наумов                     | Наталья Мишкутёнок / Артур Дмитриев                |
| 1995                         | Дортмунд, Германия                                 | Манди Вётцель / Инго Штойер                        | Радка Коваржикова / Рене Новотны                   | Евгения Шишкова / Вадим Наумов                     |
| 1996                         | София, Болгария                                    | Оксана Казакова / Артур Дмитриев                   | Манди Вётцель / Инго Штойер                        | Сара Абитболь / Стефан Бернади                     |
| 1997                         | Париж, Франция                                     | Марина Ельцова / Андрей Бушков                     | Манди Вётцель / Инго Штойер                        | Елена Бережная / Антон Сихарулидзе                 |
| 1998                         | Милан, Италия                                      | Елена Бережная / Антон Сихарулидзе                 | Оксана Казакова / Артур Дмитриев                   | Сара Абитболь / Стефан Бернади                     |
| 1999                         | Прага, Чехия                                       | Мария Петрова / Алексей Тихонов                    | Дорота Загурская / Мариуш Сюдек                    | Сара Абитболь / Стефан Бернади                     |
| 2000                         | Вена, Австрия                                      | Мария Петрова / Алексей Тихонов                    | Дорота Загурская / Мариуш Сюдек                    | Сара Абитболь / Стефан Бернади                     |
| 2001                         | Братислава, Словакия                               | Елена Бережная / Антон Сихарулидзе                 | Татьяна Тотьмянина / Максим Маринин                | Сара Абитболь / Стефан Бернади                     |
| 2002                         | Лозанна, Швейцария                                 | Татьяна Тотьмянина / Максим Маринин                | Сара Абитболь / Стефан Бернади                     | Мария Петрова / Алексей Тихонов                    |
| 2003                         | Мальмё, Швеция                                     | Татьяна Тотьмянина / Максим Маринин                | Сара Абитболь / Стефан Бернади                     | Мария Петрова / Алексей Тихонов                    |
| 2004                         | Будапешт, Венгрия                                  | Татьяна Тотьмянина / Максим Маринин                | Мария Петрова / Алексей Тихонов                    | Дорота Загурская / Мариуш Сюдек                    |
| 2005                         | Турин, Италия                                      | Татьяна Тотьмянина / Максим Маринин                | Юлия Обертас / Сергей Славнов                      | Мария Петрова / Алексей Тихонов                    |
| 2006                         | Лион, Франция                                      | Татьяна Тотьмянина / Максим Маринин                | Алёна Савченко / Робин Шолковы                     | Мария Петрова / Алексей Тихонов                    |
| 2007                         | Варшава, Польша                                    | Алёна Савченко / Робин Шолковы                     | Мария Петрова / Алексей Тихонов                    | Дорота Сюдек / Мариуш Сюдек                        |
| 2008                         | Загреб, Хорватия                                   | Алёна Савченко / Робин Шолковы                     | Мария Мухортова / Максим Траньков                  | Юко Кавагути / Александр Смирнов                   |
| 2009                         | Хельсинки, Финляндия                               | Алёна Савченко / Робин Шолковы                     | Юко Кавагути / Александр Смирнов                   | Мария Мухортова / Максим Траньков                  |
| 2010                         | Таллин, Эстония                                    | Юко Кавагути / Александр Смирнов                   | Алёна Савченко / Робин Шолковы                     | Мария Мухортова / Максим Траньков                  |
| 2011                         | Берн, Швейцария                                    | Алёна Савченко / Робин Шолковы                     | Юко Кавагути / Александр Смирнов                   | Вера Базарова / Юрий Ларионов                      |
| 2012                         | Шеффилд, Великобритания                            | Татьяна Волосожар / Максим Траньков                | Вера Базарова / Юрий Ларионов                      | Ксения Столбова / Федор Климов                     |
| 2013                         | Загреб, Хорватия                                   | Татьяна Волосожар / Максим Траньков                | Алёна Савченко / Робин Шолковы                     | Стефаниа Бертон / Ондржей Готарек                  |
| 2014                         | Будапешт, Венгрия                                  | Татьяна Волосожар / Максим Траньков                | Ксения Столбова / Фёдор Климов                     | Вера Базарова / Юрий Ларионов                      |
| 2015                         | Стокгольм, Швеция                                  | Юко Кавагути / Александр Смирнов                   | Ксения Столбова / Фёдор Климов                     | Евгения Тарасова / Владимир Морозов                |
| 2016                         | Братислава, Словакия                               | Татьяна Волосожар / Максим Траньков                | Алёна Савченко / Бруно Массо                       | Евгения Тарасова / Владимир Морозов                |
| 2017                         | Острава, Чехия                                     | Евгения Тарасова / Владимир Морозов                | Алёна Савченко / Бруно Массо                       | Ванесса Джеймс / Морган Сипре                      |
| 2018                         | Москва, Россия                                     | Евгения Тарасова / Владимир Морозов                | Ксения Столбова / Фёдор Климов                     | Наталья Забияко / Александр Энберт                 |
| 2019                         | Минск, Беларусь                                    | Ванесса Джеймс / Морган Сипре                      | Евгения Тарасова / Владимир Морозов                | Александра Бойкова / Дмитрий Козловский            |
| 2020                         | Грац, Австрия                                      | Александра Бойкова / Дмитрий Козловский            | Евгения Тарасова / Владимир Морозов                | Дарья Павлюченко / Денис Ходыкин                   |
| 2021                         | Загреб, Хорватия                                   | Отменён из-за пандемии COVID-19                    | Отменён из-за пандемии COVID-19                    | Отменён из-за пандемии COVID-19                    |
| 2022                         | Таллин, Эстония                                    | Анастасия Мишина / Александр Галлямов              | Евгения Тарасова / Владимир Морозов                | Александра Бойкова / Дмитрий Козловский            |
| 2023                         | Эспоо, Финляндия                                   | Сара Конти / Никколо Мачии                         | Ребекка Гиларди / Филиппо Амброзини                | Анника Хокке / Роберт Кункель                      |
| 2024                         | Каунас, Литва                                      | Лукреция Беккари / Маттео Гуаризе                  | Анастасия Метёлкина / Лука Берулава                | Ребекка Гиларди / Филиппо Амброзини                |
| 2025                         | Таллин, Эстония                                    | Минерва Фабьен Хазе / Никита Володин               | Сара Конти / Никколо Мачии                         | Анастасия Метёлкина / Лука Берулава                |

### Танцы на льду
| Призёры в танцах на льду | Призёры в танцах на льду  | Призёры в танцах на льду               | Призёры в танцах на льду               | Призёры в танцах на льду              |
| ------------------------ | ------------------------- | -------------------------------------- | -------------------------------------- | ------------------------------------- |
| Год                      | Место проведения          | Золото                                 | Серебро                                | Бронза                                |
| 1954                     | Больцано, Италия          | Джин Вествуд / Лоуренс Демми           | Неста Дэвис / Пол Томас                | Барбара Рэдфорд / Рэймонд Локвуд      |
| 1955                     | Будапешт, Венгрия         | Джин Вествуд / Лоуренс Демми           | Памела Вейт / Пол Томас                | Барбара Рэдфорд / Рэймонд Локвуд      |
| 1956                     | Париж, Франция            | Памела Вейт / Пол Томас                | Джун Маркхам / Кортни Джонс            | Барбара Томпсон / Джеральд Ригби      |
| 1957                     | Вена, Австрия             | Джун Маркхам / Кортни Джонс            | Барбара Томпсон / Джеральд Ригби       | Кэтрин Моррис / Майкл Робинсон        |
| 1958                     | Братислава, Чехословакия  | Джун Маркхам / Кортни Джонс            | Кэтрин Моррис / Майкл Робинсон         | Барбара Томпсон / Джеральд Ригби      |
| 1959                     | Давос, Швейцария          | Дорин Денни / Кортни Джонс             | Кэтрин Моррис / Майкл Робинсон         | Кристиан Гюэль / Жан Поль Гюэль       |
| 1960                     | Гармиш-Партенкирхен, ФРГ  | Дорин Денни / Кортни Джонс             | Кристиан Гюэль / Жан Поль Гюэль        | Мэри Пэрри / Рой Мэйсон               |
| 1961                     | Берлин, Западный Берлин   | Дорин Денни / Кортни Джонс             | Кристиан Гюэль / Жан Поль Гюэль        | Линда Ширмен / Майкл Филлипс          |
| 1962                     | Женева, Швейцария         | Кристиан Гюэль / Жан Поль Гюэль        | Линда Ширмен / Майкл Филлипс           | Ева Романова / Павел Роман            |
| 1963                     | Будапешт, Венгрия         | Линда Ширмен / Майкл Филлипс           | Ева Романова / Павел Роман             | Джанет Соубридж / Дэвид Хикинботтом   |
| 1964                     | Гренобль, Франция         | Ева Романова / Павел Роман             | Джанет Соубридж / Дэвид Хикинботтом    | Ивонн Саддик / Роджер Кеннерсон       |
| 1965                     | Москва, СССР              | Ева Романова / Павел Роман             | Джанет Соубридж / Дэвид Хикинботтом    | Ивонн Саддик / Роджер Кеннерсон       |
| 1966                     | Братислава, Чехословакия  | Диана Таулер / Бернард Форд            | Ивонн Саддик / Роджер Кеннерсон        | Йитка Бабицка / Яромир Голан          |
| 1967                     | Любляна, Югославия        | Диана Таулер / Бернард Форд            | Ивонн Саддик / Малкольм Кэннон         | Бриджит Мартин / Фрэнсис Гамишон      |
| 1968                     | Вестерос, Швеция          | Диана Таулер / Бернард Форд            | Ивонн Саддик / Малкольм Кэннон         | Джанет Соубридж / Джон Лэйн           |
| 1969                     | Гармиш-Партенкирхен, ФРГ  | Диана Таулер / Бернард Форд            | Джанет Соубридж / Джон Лэйн            | Людмила Пахомова / Александр Горшков  |
| 1970                     | Ленинград, СССР           | Людмила Пахомова / Александр Горшков   | Ангелика Бук / Эрих Бук                | Татьяна Войтюк / Вячеслав Жигалин     |
| 1971                     | Цюрих, Швейцария          | Людмила Пахомова / Александр Горшков   | Ангелика Бук / Эрих Бук                | Сюзан Гетти / Рой Брэдшоу             |
| 1972                     | Гётеборг, Швеция          | Ангелика Бук / Эрих Бук                | Людмила Пахомова / Александр Горшков   | Джанет Соубридж / Питер Дэлби         |
| 1973                     | Кёльн, ФРГ                | Людмила Пахомова / Александр Горшков   | Ангелика Бук / Эрих Бук                | Хилари Грин / Глин Уоттс              |
| 1974                     | Загреб, Югославия         | Людмила Пахомова / Александр Горшков   | Хилари Грин / Глин Уоттс               | Наталья Линичук / Геннадий Карпоносов |
| 1975                     | Копенгаген, Дания         | Людмила Пахомова / Александр Горшков   | Хилари Грин / Глин Уоттс               | Наталья Линичук / Геннадий Карпоносов |
| 1976                     | Женева, Швейцария         | Людмила Пахомова / Александр Горшков   | Ирина Моисеева / Андрей Миненков       | Наталья Линичук / Геннадий Карпоносов |
| 1977                     | Хельсинки, Финляндия      | Ирина Моисеева / Андрей Миненков       | Кристина Регёци / Андраш Шаллаи        | Наталья Линичук / Геннадий Карпоносов |
| 1978                     | Страсбург, Франция        | Ирина Моисеева / Андрей Миненков       | Наталья Линичук / Геннадий Карпоносов  | Кристина Регёци / Андраш Шаллаи       |
| 1979                     | Загреб, Югославия         | Наталья Линичук / Геннадий Карпоносов  | Ирина Моисеева / Андрей Миненков       | Кристина Регёци / Андраш Шаллаи       |
| 1980                     | Гётеборг, Швеция          | Наталья Линичук / Геннадий Карпоносов  | Кристина Регёци / Андраш Шаллаи        | Ирина Моисеева / Андрей Миненков      |
| 1981                     | Инсбрук, Австрия          | Джейн Торвилл / Кристофер Дин          | Ирина Моисеева / Андрей Миненков       | Наталья Линичук / Геннадий Карпоносов |
| 1982                     | Лион, Франция             | Джейн Торвилл / Кристофер Дин          | Наталья Бестемьянова / Андрей Букин    | Ирина Моисеева / Андрей Миненков      |
| 1983                     | Дортмунд, ФРГ             | Наталья Бестемьянова / Андрей Букин    | Ольга Воложинская / Александр Свинин   | Карин Барбер / Николас Слэйтер        |
| 1984                     | Будапешт, Венгрия         | Джейн Торвилл / Кристофер Дин          | Наталья Бестемьянова / Андрей Букин    | Марина Климова / Сергей Пономаренко   |
| 1985                     | Гётеборг, Швеция          | Наталья Бестемьянова / Андрей Букин    | Марина Климова / Сергей Пономаренко    | Петра Борн / Райнер Шёнборн           |
| 1986                     | Копенгаген, Дания         | Наталья Бестемьянова / Андрей Букин    | Марина Климова / Сергей Пономаренко    | Наталья Анненко / Генрих Сретенский   |
| 1987                     | Сараево, Югославия        | Наталья Бестемьянова / Андрей Букин    | Марина Климова / Сергей Пономаренко    | Наталья Анненко / Генрих Сретенский   |
| 1988                     | Прага, Чехословакия       | Наталья Бестемьянова / Андрей Букин    | Наталья Анненко / Генрих Сретенский    | Изабель Дюшене / Поль Дюшене          |
| 1989                     | Бирмингем, Великобритания | Марина Климова / Сергей Пономаренко    | Майя Усова / Александр Жулин           | Наталья Анненко / Генрих Сретенский   |
| 1990                     | Ленинград, СССР           | Марина Климова / Сергей Пономаренко    | Майя Усова / Александр Жулин           | Изабель Дюшене / Поль Дюшене          |
| 1991                     | София, Болгария           | Марина Климова / Сергей Пономаренко    | Изабель Дюшене / Поль Дюшене           | Майя Усова / Александр Жулин          |
| 1992                     | Лозанна, Швейцария        | Марина Климова / Сергей Пономаренко    | Майя Усова / Александр Жулин           | Оксана Грищук / Евгений Платов        |
| 1993                     | Хельсинки, Финляндия      | Майя Усова / Александр Жулин           | Оксана Грищук / Евгений Платов         | Сюзанна Рахкамо / Петри Кокко         |
| 1994                     | Копенгаген, Дания         | Джейн Торвилл / Кристофер Дин          | Оксана Грищук / Евгений Платов         | Майя Усова / Александр Жулин          |
| 1995                     | Дортмунд, Германия        | Сюзанна Рахкамо / Петри Кокко          | Софи Моньотт / Паскаль Лаванши         | Анжелика Крылова / Олег Овсянников    |
| 1996                     | София, Болгария           | Оксана Грищук / Евгений Платов         | Анжелика Крылова / Олег Овсянников     | Ирина Романова / Игорь Ярошенко       |
| 1997                     | Париж, Франция            | Оксана Грищук / Евгений Платов         | Анжелика Крылова / Олег Овсянников     | Софи Моньотт / Паскаль Лаванши        |
| 1998                     | Милан, Италия             | Оксана Грищук / Евгений Платов         | Анжелика Крылова / Олег Овсянников     | Марина Анисина / Гвендаль Пейзера     |
| 1999                     | Прага, Чехия              | Анжелика Крылова / Олег Овсянников     | Марина Анисина / Гвендаль Пейзера      | Ирина Лобачёва / Илья Авербух         |
| 2000                     | Вена, Австрия             | Марина Анисина / Гвендаль Пейзера      | Барбара Фузар-Поли / Маурицио Маргальо | Маргарита Дробязко / Повилас Ванагас  |
| 2001                     | Братислава, Словакия      | Барбара Фузар-Поли / Маурицио Маргальо | Марина Анисина / Гвендаль Пейзера      | Ирина Лобачёва / Илья Авербух         |
| 2002                     | Лозанна, Швейцария        | Марина Анисина / Гвендаль Пейзера      | Барбара Фузар-Поли / Маурицио Маргальо | Ирина Лобачёва / Илья Авербух         |
| 2003                     | Мальмё, Швеция            | Ирина Лобачёва / Илья Авербух          | Албена Денкова / Максим Ставиский      | Татьяна Навка / Роман Костомаров      |
| 2004                     | Будапешт, Венгрия         | Татьяна Навка / Роман Костомаров       | Албена Денкова / Максим Ставиский      | Елена Грушина / Руслан Гончаров       |
| 2005                     | Турин, Италия             | Татьяна Навка / Роман Костомаров       | Елена Грушина / Руслан Гончаров        | Изабель Делобель / Оливье Шонфельдер  |
| 2006                     | Лион, Франция             | Татьяна Навка / Роман Костомаров       | Елена Грушина / Руслан Гончаров        | Маргарита Дробязко / Повилас Ванагас  |
| 2007                     | Варшава, Польша           | Изабель Делобель / Оливье Шонфельдер   | Оксана Домнина / Максим Шабалин        | Албена Денкова / Максим Ставиский     |
| 2008                     | Загреб, Хорватия          | Оксана Домнина / Максим Шабалин        | Изабель Делобель / Оливье Шонфельдер   | Яна Хохлова / Сергей Новицкий         |
| 2009                     | Хельсинки, Финляндия      | Яна Хохлова / Сергей Новицкий          | Федерика Файелла / Массимо Скали       | Шинед Керр / Джон Керр                |
| 2010                     | Таллин, Эстония           | Оксана Домнина / Максим Шабалин        | Федерика Файелла / Массимо Скали       | Яна Хохлова / Сергей Новицкий         |
| 2011                     | Берн, Швейцария           | Натали Пешала / Фабьян Бурза           | Екатерина Боброва / Дмитрий Соловьёв   | Шинед Керр / Джон Керр                |
| 2012                     | Шеффилд, Великобритания   | Натали Пешала / Фабьян Бурза           | Екатерина Боброва / Дмитрий Соловьёв   | Елена Ильиных / Никита Кацалапов      |
| 2013                     | Загреб, Хорватия          | Екатерина Боброва / Дмитрий Соловьёв   | Елена Ильиных / Никита Кацалапов       | Анна Каппеллини / Лука Ланотте        |
| 2014                     | Будапешт, Венгрия         | Анна Каппеллини / Лука Ланотте         | Елена Ильиных / Никита Кацалапов       | Пенни Кумс / Николас Бакленд          |
| 2015                     | Стокгольм, Швеция         | Габриэла Пападакис / Гийом Сизерон     | Анна Каппеллини / Лука Ланотте         | Александра Степанова / Иван Букин     |
| 2016                     | Братислава, Словакия      | Габриэла Пападакис / Гийом Сизерон     | Анна Каппеллини / Лука Ланотте         | Екатерина Боброва / Дмитрий Соловьёв  |
| 2017                     | Острава, Чехия            | Габриэла Пападакис / Гийом Сизерон     | Анна Каппеллини / Лука Ланотте         | Екатерина Боброва / Дмитрий Соловьёв  |
| 2018                     | Москва, Россия            | Габриэла Пападакис / Гийом Сизерон     | Екатерина Боброва / Дмитрий Соловьёв   | Александра Степанова / Иван Букин     |
| 2019                     | Минск, Беларусь           | Габриэла Пападакис / Гийом Сизерон     | Александра Степанова / Иван Букин      | Шарлен Гиньяр / Марко Фаббри          |
| 2020                     | Грац, Австрия             | Виктория Синицина / Никита Кацалапов   | Габриэла Пападакис / Гийом Сизерон     | Александра Степанова / Иван Букин     |
| 2021                     | Загреб, Хорватия          | Отменён из-за пандемии COVID-19        | Отменён из-за пандемии COVID-19        | Отменён из-за пандемии COVID-19       |
| 2022                     | Таллин, Эстония           | Виктория Синицина / Никита Кацалапов   | Александра Степанова / Иван Букин      | Шарлен Гиньяр / Марко Фаббри          |
| 2023                     | Эспоо, Финляндия          | Шарлен Гиньяр / Марко Фаббри           | Лайла Фир / Льюис Гибсон               | Юлия Турккила / Маттиас Верслуйс      |
| 2024                     | Каунас, Литва             | Шарлен Гиньяр / Марко Фаббри           | Лайла Фир / Льюис Гибсон               | Эллисон Рид / Саулюс Амбрулявичюс     |
| 2025                     | Таллин, Эстония           | Шарлен Гиньяр / Марко Фаббри           | Евгения Лопарёва / Жоффре Бриссо       | Лайла Фир / Льюис Гибсон              |